# Ernest Ranglin
Pour les articles homonymes, voir Ranglin.
Ernest Ranglin est un guitariste né le 19 juin 1932 à Manchester (Jamaïque), qui a évolué dans différents styles musicaux, dont le jazz, le ska et le reggae avec un tel talent qu'on a pu lui discerner le titre de « patriarche de la musique jamaïcaine ». Contrairement à une rumeur vivace, Ernest Ranglin n'a jamais été le professeur de guitare de Bob Marley.[réf. souhaitée]

## Biographie
Ernest Ranglin commence à jouer très jeune de la guitare et du ukulélé. Il quitte la région rurale de la Jamaïque où il a grandi pour rejoindre Kingston au moment de l'adolescence. Le guitariste Cecil Houdini repère immédiatement son talent et l'embauche en 1948 dans sa formation: le Val Bennet Orchestra. En 1950 il rejoint le Eric Deans Orchestra et tourne avec cette formation dans les îles de l'archipel des Caraïbes. Plus tard Ernest Ranglin devient musicien de studio pour la JBC, la radio nationale jamaïcaine, puis il devient directeur musical du studio d'enregistrement Federal. Il y monte son propre groupe avec lequel il joue dans les grands hôtels de la capitale et enregistre pour plusieurs producteurs comme Coxsone Dodd ou encore Duke Reid.
Devenu un musicien incontournable, il participe à l'arrivée de la vague du ska au début des années 1960, dont il est un des précurseurs avec par exemple le morceau Shuffling Bug enregistré avec Clue J & His Blues Blasters en 1959. Il est ainsi connu pour avoir donné naissance aux arrangements de My Boy Lollipop interprété par Millie Small, un grand succès commercial en Angleterre en 1964 et qui devait devenir un standard du ska. Reconnu par ses pairs et par les producteurs, il fut l'un des premiers artistes à signer sur le label de Chris Blackwell, Island Records. Il devient célèbre sur la scène internationale dès 1964 après la sortie de ses albums Wranglin et Reflection.

## Style
Une oreille magique et virtuose pour les progressions harmoniques, Ernest excelle dans les solos de guitare. Spontanée, généreuse, passionnée, sa musique est, à l'instar d'un Billy Rogers, jouée avec le cœur : il 'chante' la guitare. Bien qu'il puisse jouer avec virtuosité ska, reggae, calypso et blues, son domaine de prédilection reste le jazz [réf. nécessaire].

## Discographie succincte
- 1964 : Wranglin
- 1964 : Reflections
- 1965 : Guitar in Ernest
- 1969 : Boss Reggae
- 1976 : Monty strikes again (avec Monty Alexander)
- 1996 : Below the bassline
- 1997 : Memories of Barber Mack
- 1998 : In search of the lost riddim
- 1999 : Now is the time
- 2000 : Modern Answers To Old Problems
- 2001 : Gotcha!
- 2002 : Ultimate Ranglin Roots
- 2004 : Rocksteady (avec Monty Alexander)
- 2005 : Alextown

## Distinctions
- 1973 : Ordre de la distinction, décerné par le gouvernement jamaïcain.
- 1992 : Médaille de Musgrave

## Récemment
- Janvier 1996 : Ernest joue au festival de Jazz des Barbades avec Ray Charles
- Été 1996 : Concert à Central Park, New York
- 1997 : Ernest de retour au festival Jazz de Montreux
- 1997 : Ernest joue à New York avec le " Sound of Brazil"
- 2012 : Ernest joue avec Monty Alexander, Sly Dunbar et Robbie Shakespeare (Jamaican Legend) au Garrance Reggae Festival à Bagnols-sur-Cèze (Gard).
- 2016 : Ernest joue avec Tony Allen et Cheick Lô au festival Utopie sur l'île Barbe, Lyon (Rhône)